# Ponta da Madre Silva
A Ponta da Madre Silva é um promontório português localizado na freguesia da Candelária, concelho da Madalena do Pico, ilha do Pico, arquipélago dos Açores.
Este acidente geológico localiza-se entre a Ponta do Espartel e o Porto do Calhau, próximo à localidade do Monte.